# Cymbidium
Genre
Le genre Cymbidium (du grec κύμβη - kumbè : vase, coupe) regroupe des orchidées originaires de l'Himalaya, de Chine, du Japon, ainsi que des zones tropicales asiatiques. Ce genre comprend environ quarante-quatre espèces botaniques et de nombreux hybrides, souvent issus des espèces botaniques chinoises et indiennes. 
Ces plantes peuvent être épiphytes, terrestres, lithophytes, voire saprophytes. Elles sont à croissance sympodiale: elles forment des touffes de pseudobulbes aux longues feuilles en lanière. Elles produisent, de l'automne au début du printemps, de grandes hampes florales à la durée exceptionnelle, souvent parfumées.

## Synonymes
- Cyperochis Blume
- Iridorchis Blume
- Jensoa fRaf.
- Pachyrhizanthe (Schltr.) Nakai

## Liste partielle d'espèces
| - C. aestivum - C. aliciae - C. aloifolium - C. atropurpureum - C. bicolor - C. borneense - C. canaliculatum - C. chawalongense - C. chloranthum - C. cochleare - C. cyperifolium - C. dayanum - C. defoliatum - C. devonianum | - C. eburneum - C. elegans - C. elongatum - C. ensifolium - C. erythraeum - C. erythrostylum - C. faberi - C. finlaysonianum - C. flavum - C. floribundum - C. goeringii - C. gongshanense - C. hartinahianum - C. hookerianum - C. insigne | - C. iridioides - C. kanran - C. lancifolium - C. lowianum - C. macrorhizon - C. madidum - C.mastersii - C. micranthum - C. multiradicatum - C. munronianum - C. nanulum - C. parishii - C. qiubeiense - C. rectum | - C. roseum - C. sanderae - C. schroederi - C. sigmoideum - C. sinense - C. suave - C. suavissimum - C. teretipetiolatum - C. tigrinum - C. tracyanum - C. wenshanense - C. whiteae - C. wilsonii |

## Culture
Les cymbidiums peuvent être cultivés en appartement, mais il ne faut pas que la pièce soit trop chauffée, car ce sont des orchidées de serre froide. De mai à octobre, il faut les placer à l'extérieur, à l'abri du soleil direct.

### Température
Ils peuvent supporter jusqu'à 7 °C la nuit et de fortes chaleurs le jour, mais quand les boutons floraux apparaissent, la température doit se situer entre 14 °C et 18 °C, au risque de les faire « couler ». Ce sont les grands écarts de température entre le jour et la nuit qui favorisent la floraison.

### Hydrométrie et arrosages
Les cymbidiums supportent assez bien la sécheresse, et ils ne doivent pas être arrosés plus d'une fois par semaine; par contre ils sont assez gourmands en engrais, dont il leur faut un apport tous les quinze jours

### Lumière
Ils réclament beaucoup de lumière, mais pas de soleil direct, il faut donc les placer près d'une fenêtre, derrière un voilage.

### Substrat
Un mélange spécial pour orchidées, fait d'écorces de pins, de granulométrie moyenne, de billes d'argile, de sphaigne, de charbon de bois.

### Rempotage
On peut les rempoter tous les deux ou trois ans, après la floraison ; pour cela, il convient d'enlever les pseudobulbes qui ont perdu leurs feuilles, et de choisir un pot un peu plus grand, mais pas trop. On peut profiter du rempotage pour diviser la plante, mais il faut que chaque nouvelle plante ait au moins trois pseudobulbes.

### Photos

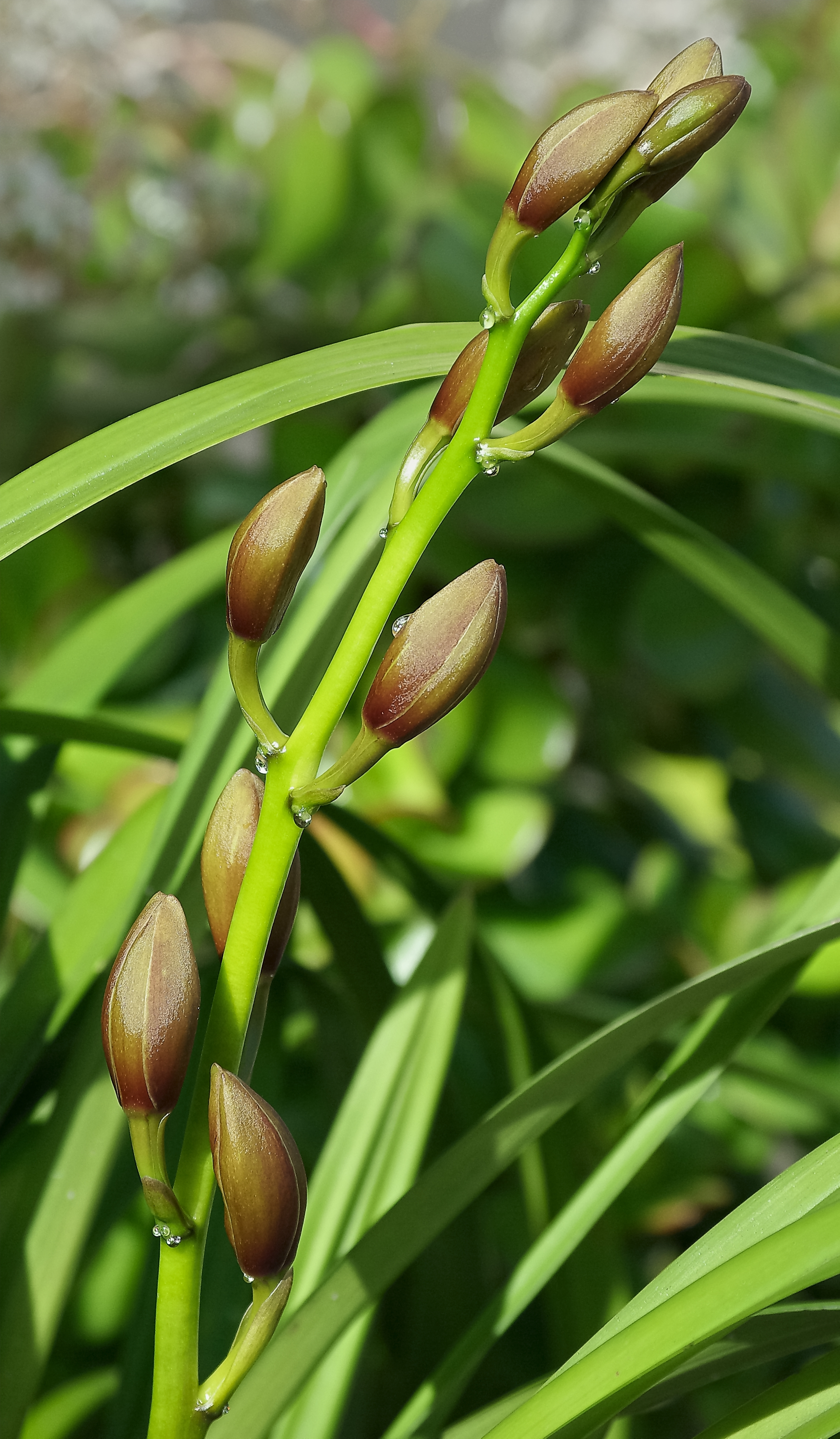
Boutons de cymbidium hybride
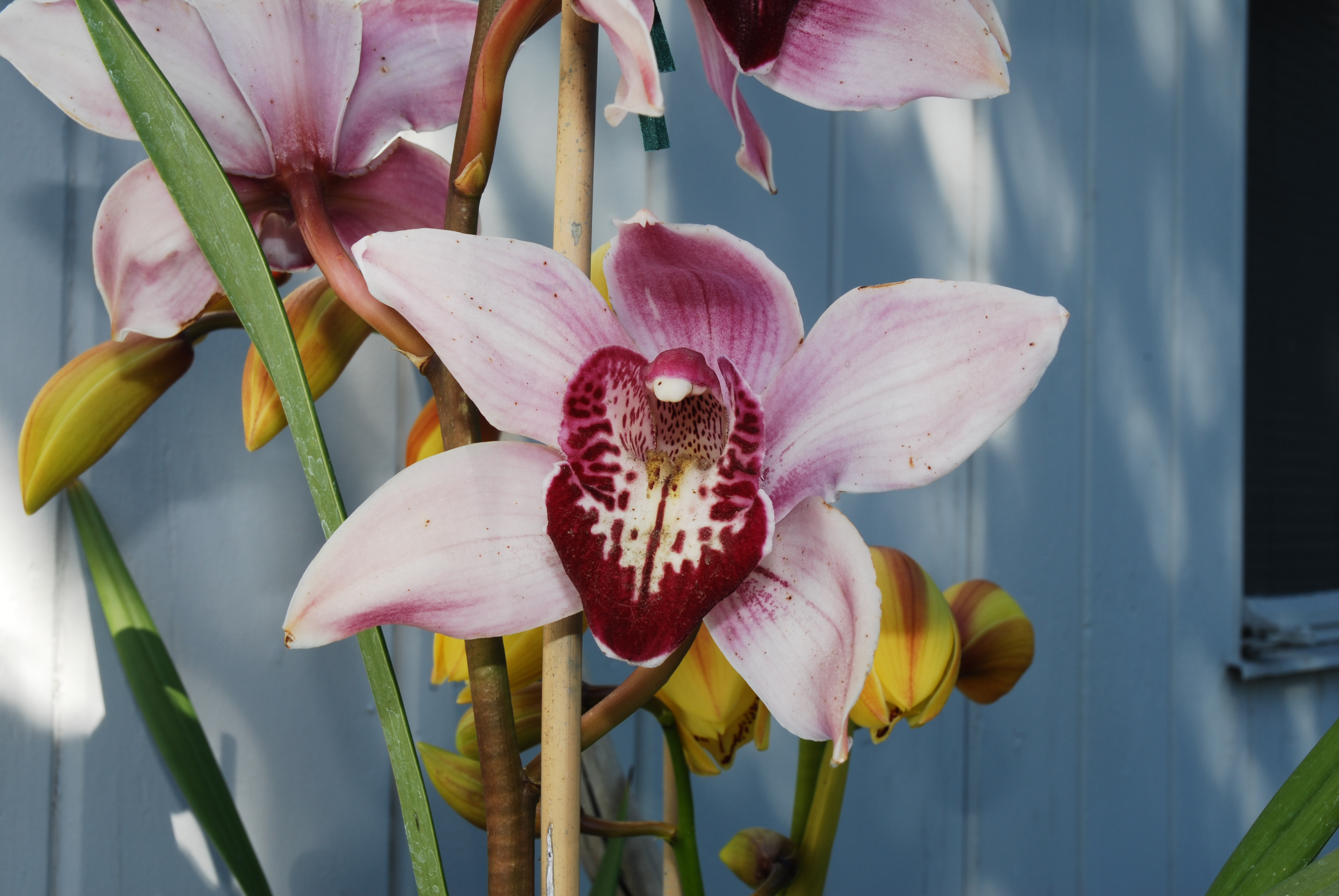
fleur de Cymbidium hybride blanc
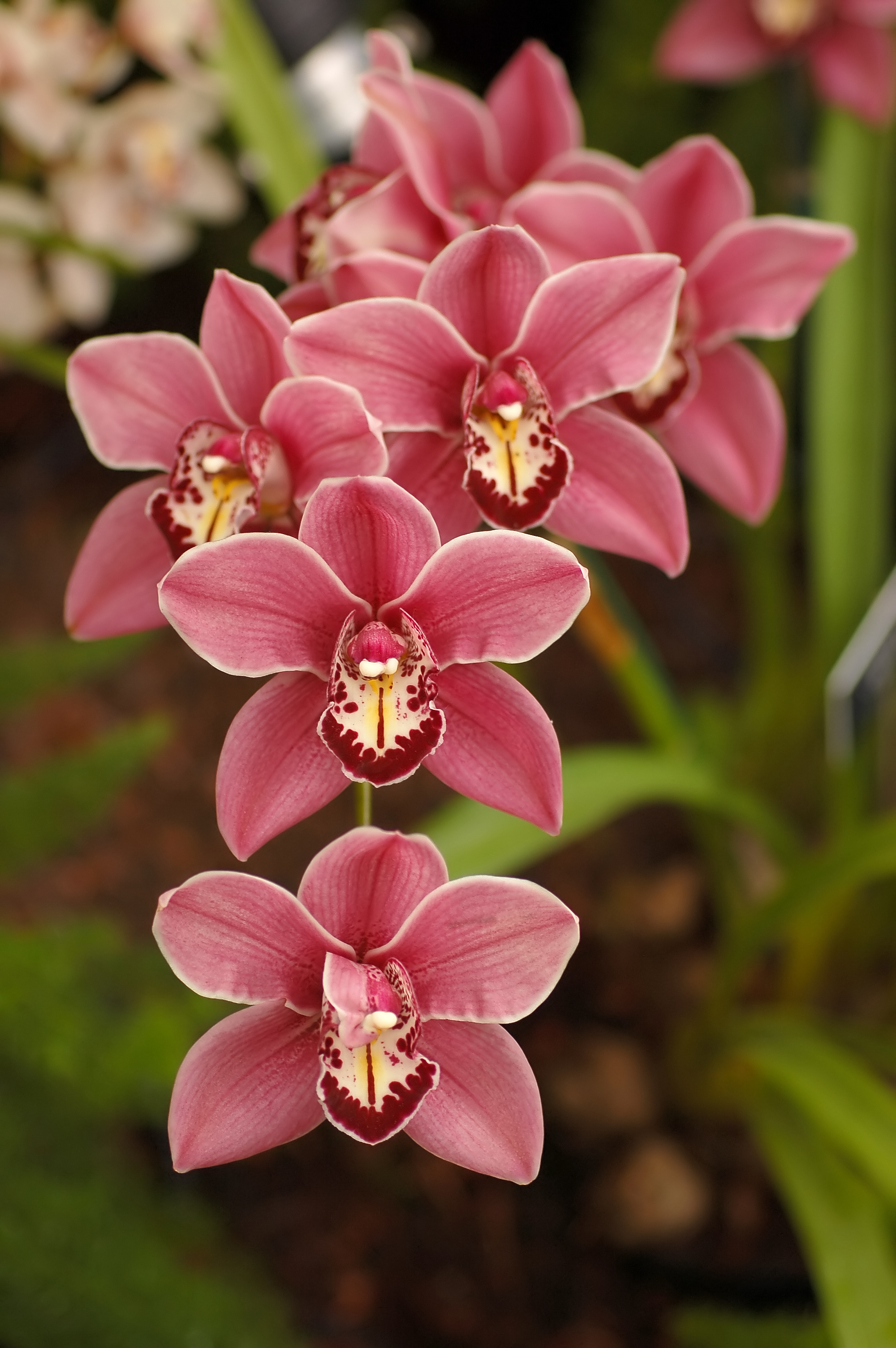
Cymbidium Clarisse Austin 'Best Pink'
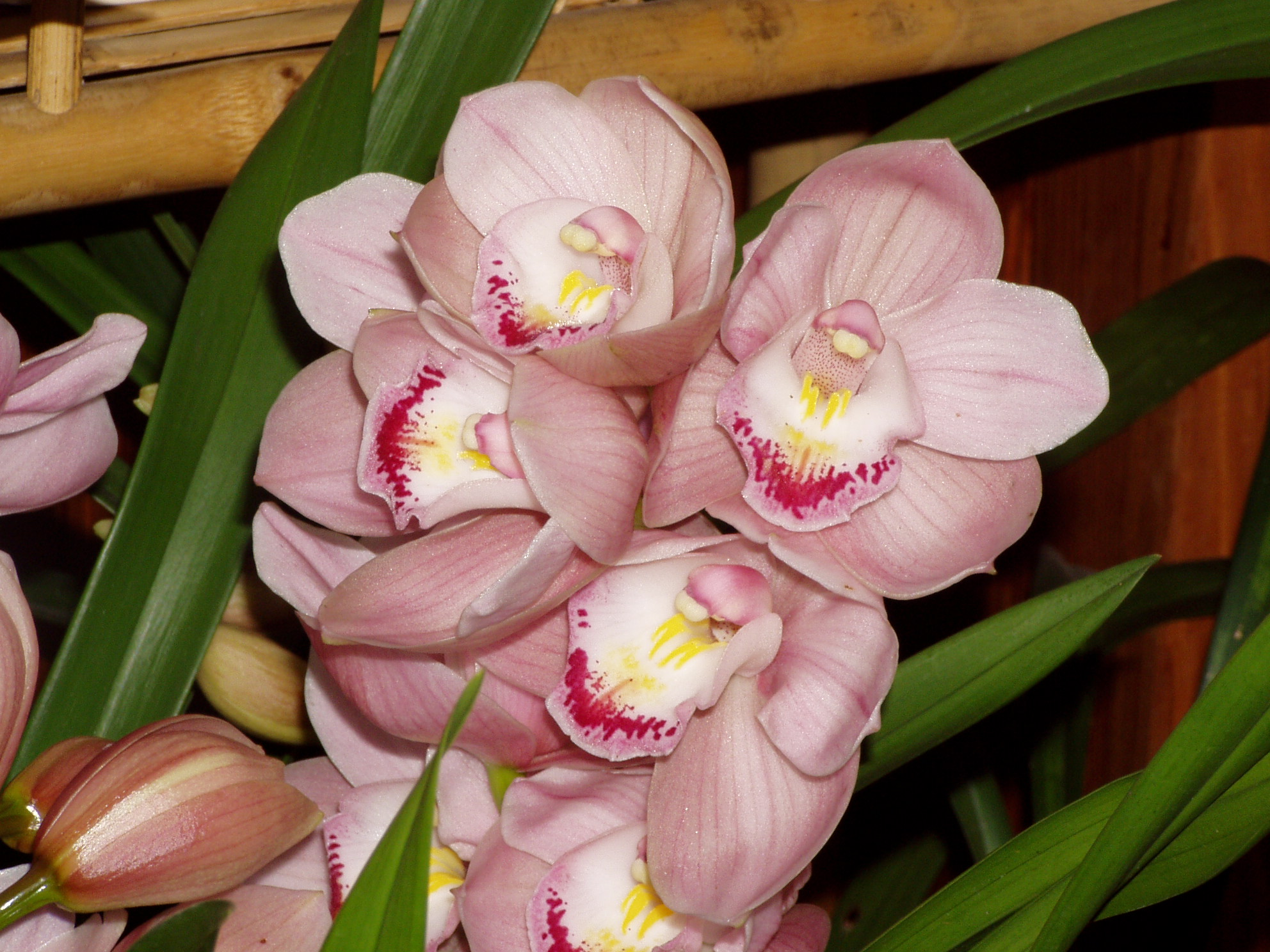
Cymbidium rose
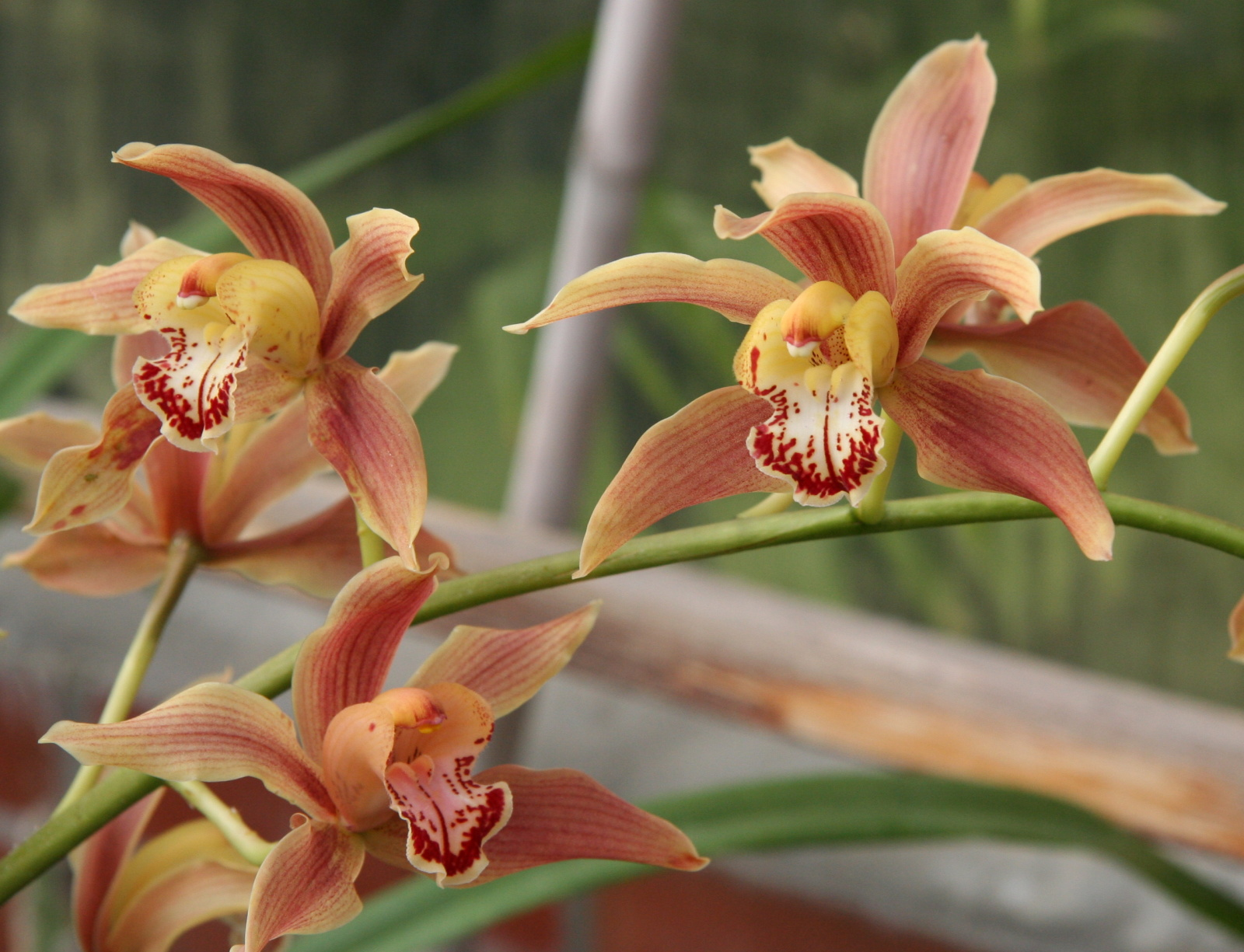
Cymbidium iridioides
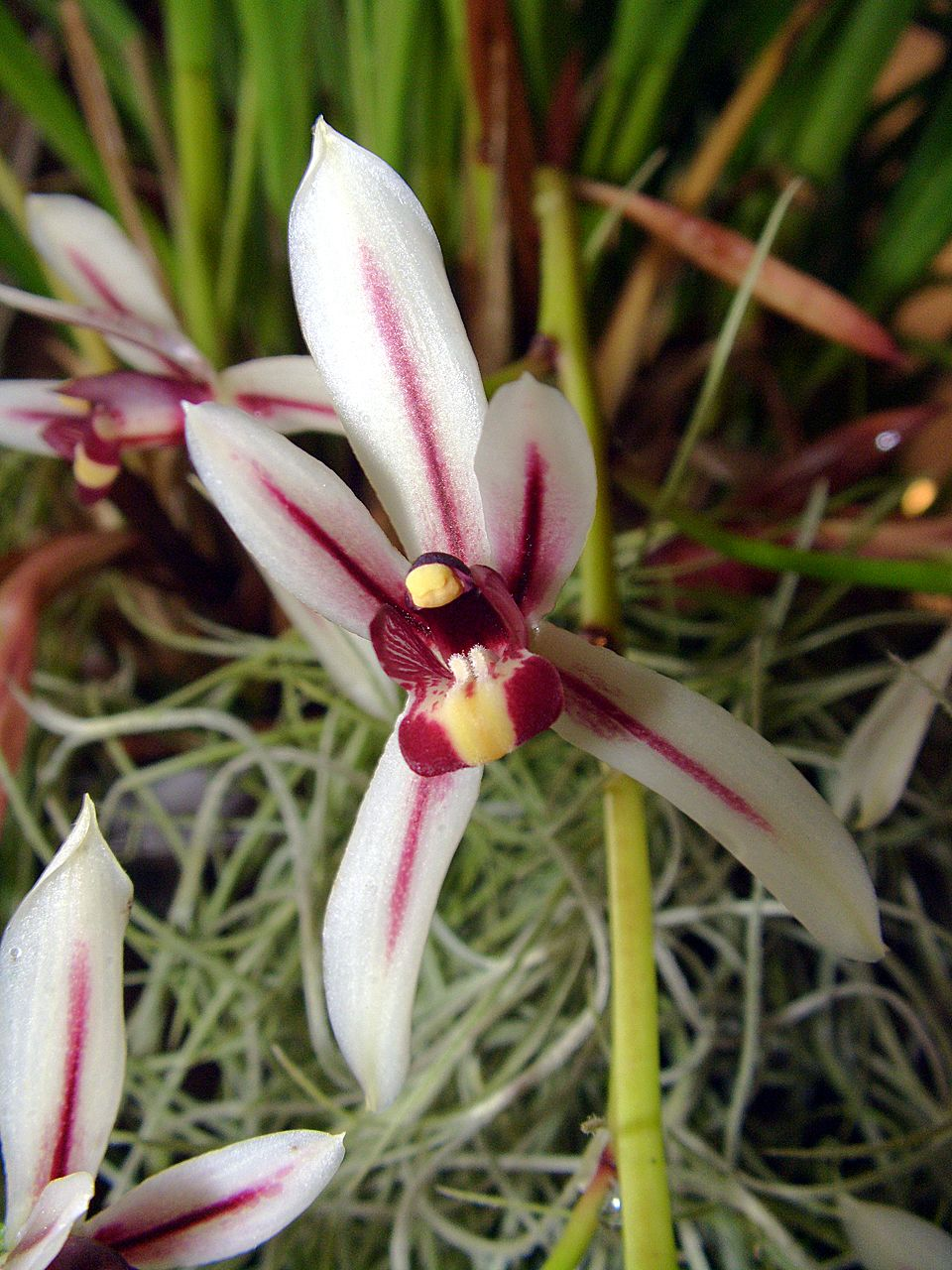
Cymbidium dayanum
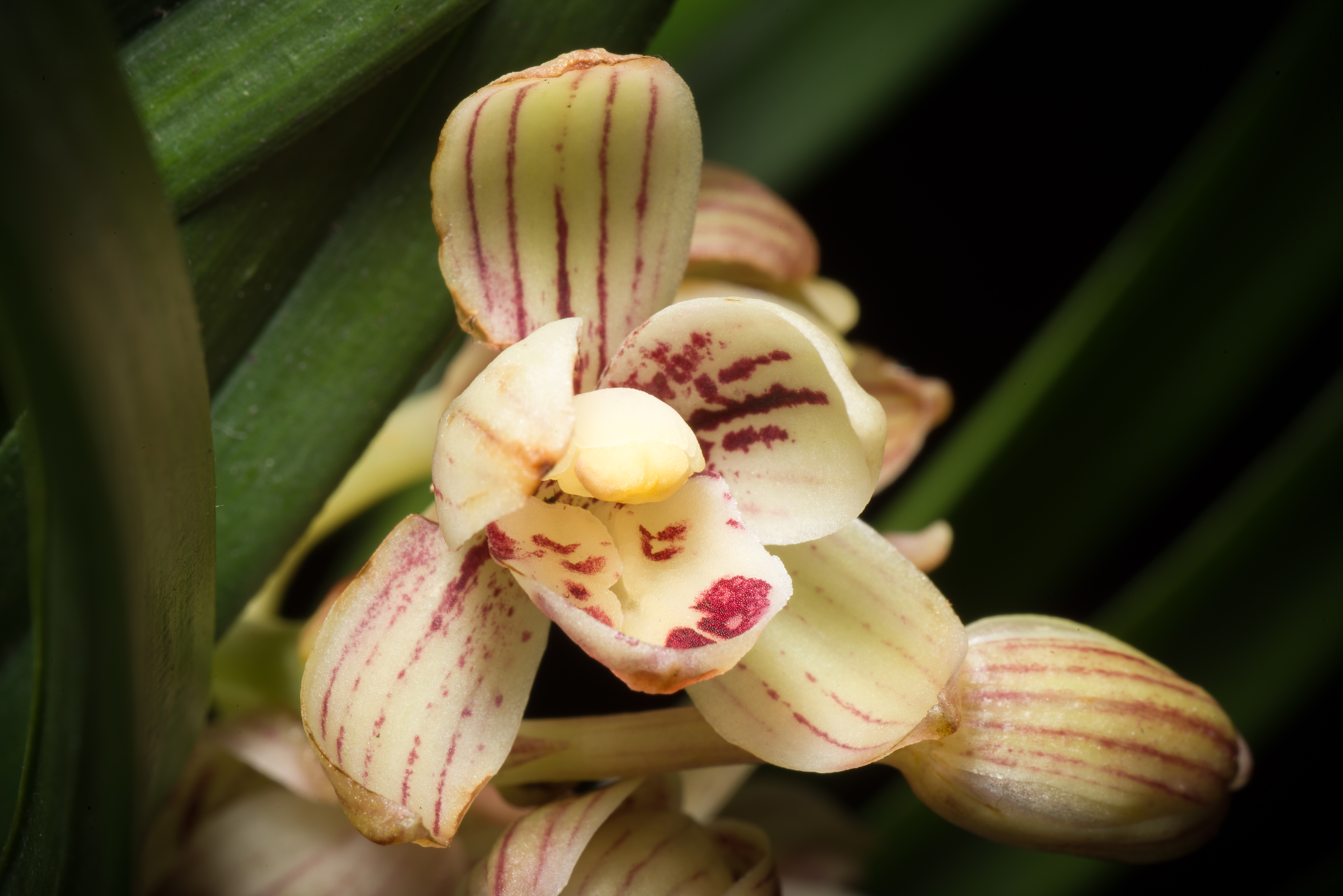
Cymbidium ensifolium
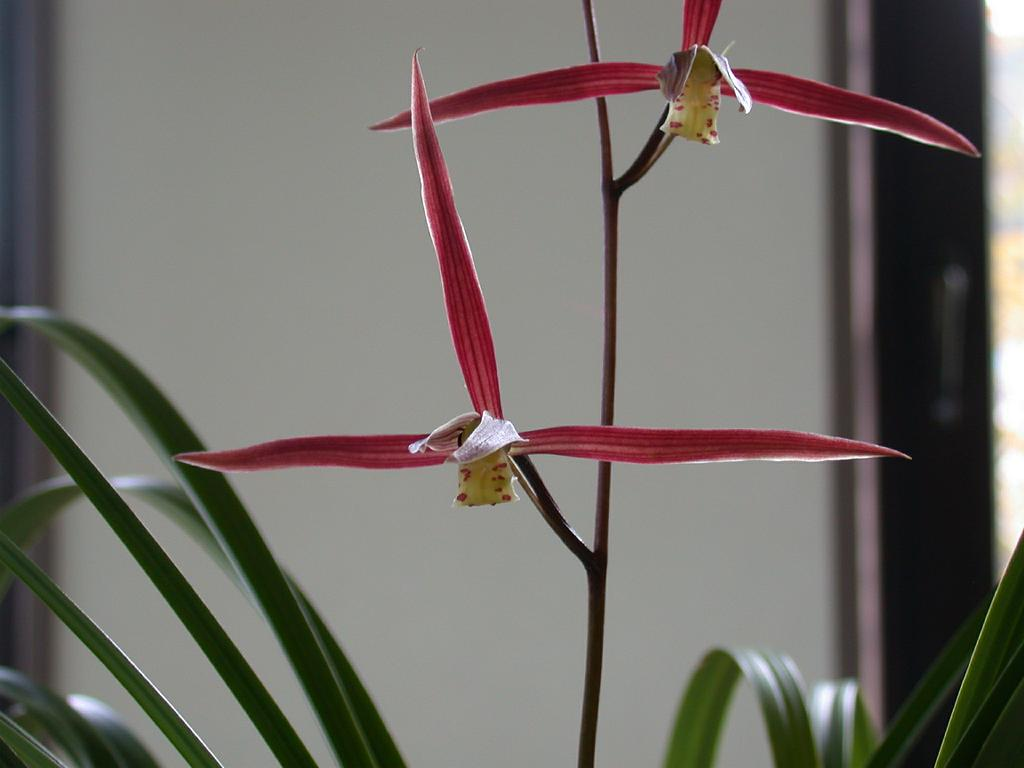
Cymbidium kanran
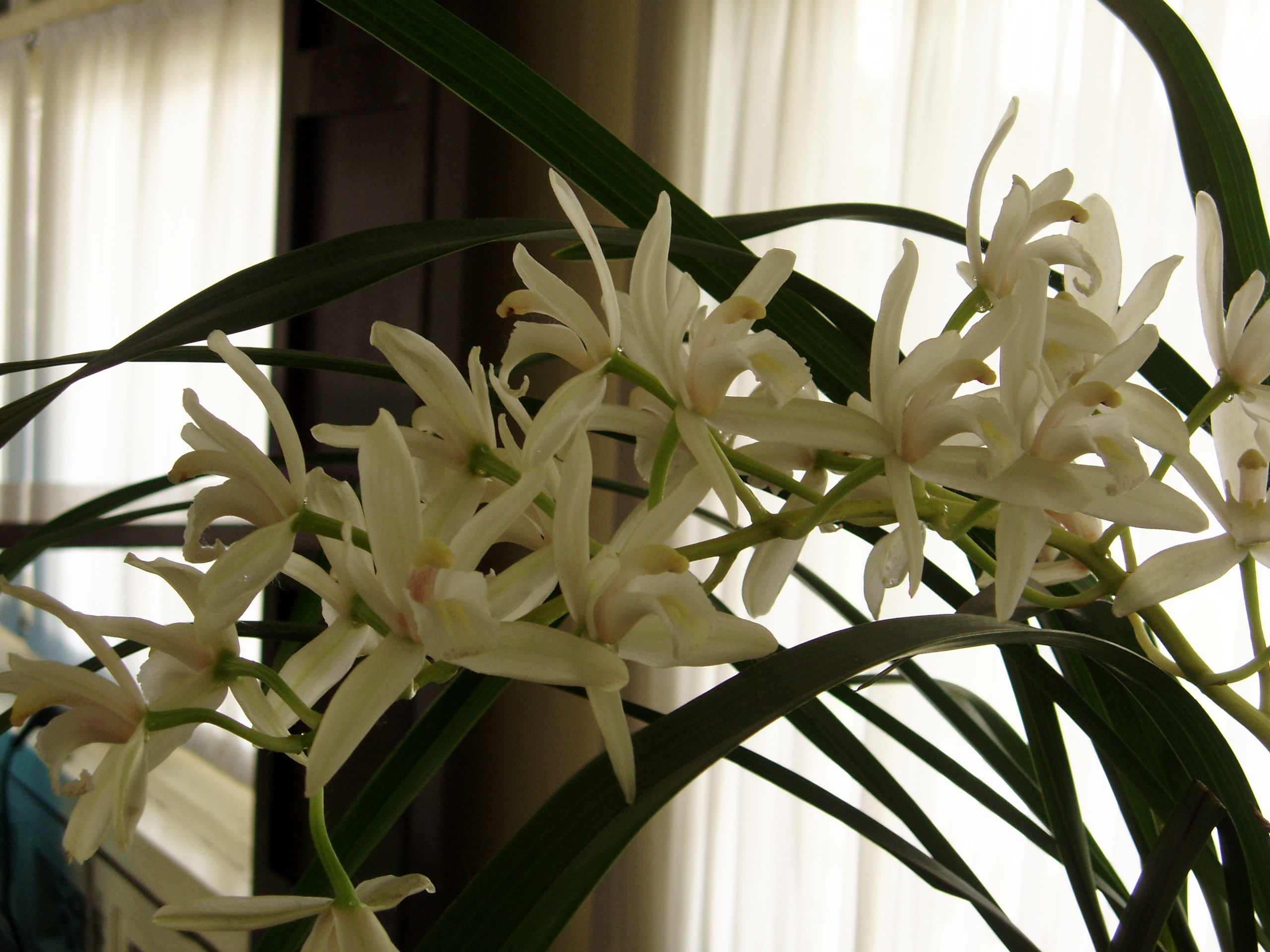
Cymbidium pumilum
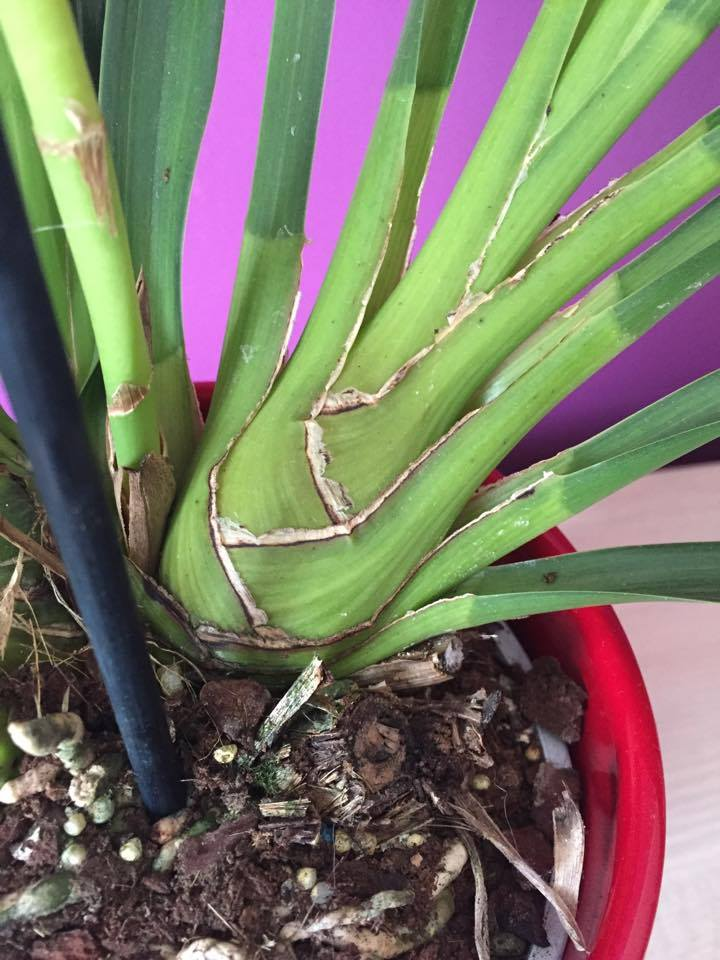
Pseudobulbe de Cymbidium sp